# Dinastía Zacárida
Los zacáridos o zacarianos (en armenio: Զաքարյաններ, "Zak'aryanner"), también conocidos por su nombre georgiano Mkhargrdzeli (en georgiano: მხარგრძელი, "largamente armado"), eran una dinastía de nobles armenio-georgiana, de origen al menos, parcialmente kurdo y rama de la Casa real armenia de Artsruni.
Una leyenda familiar dice que este nombre era una referencia a su antepasado aqueménida Artajerjes II, el 'largamente armado' (404-358 a. C.). Según Cyril Toumanoff / Encyclopædia Iranica, eran una rama de la familia armenia Pahlavuni. Los zacáridos se consideraban a sí mismos armenios.

Territorios Zakarid a principios del siglo XIII

## Historia
El primer zacárida históricamente atestiguado fue Josrov. Cuando David IV de Georgia liberó Lori del control de los selyúcidas, los zacáridas se convirtieron en vasallos de la casa de Orbeli. Bajo el mandato de Jorge III de Georgia, Sargis Zacariano fue nombrado gobernador de la ciudad armenia de Ani en 1161, aunque los musulmanes shaddádidas la recuperaron pronto. En 1177, los zacáridas apoyaron a la monarquía contra los insurgentes durante la rebelión del príncipe Demna y la familia Orbeli. La sublevación fue sofocada, Jorge III persiguió a sus oponentes y le llevó a ascender a los zacáridas. A Sargis se le concedió Lori durante el reinado del Tamar de Georgia en 1186.
Los hijos de Sargis, Zakare e Ivane Zacariano, fueron los representantes más exitosos de la familia, siendo comandantes militares bajo la reina Tamar. Zakare e Ivane tomaron Dvin en 1193. También tomaron Sevan, Bjni, Amberd y Bargushat, y todas las ciudades por encima de Ani, hasta los puentes de Jodaafarin. Alrededor del año 1199, tomaron la ciudad de Ani, y en 1201, Tamar les concedió Ani como principado. Finalmente, sus territorios llegaron a parecerse a los de Armenia bagrátida.
Casi al mismo tiempo, Ivane se convirtió al cristianismo ortodoxo georgiano, mientras que Zakare permaneció en la fe apostólica armenia. Los hermanos comandaron los ejércitos armenio-georgianos durante casi tres décadas, logrando grandes victorias en Shamkor en 1195 y Basiani en 1203 y haciendo incursiones en el norte de Persia en 1210 y sofocando las rebeliones de los montañeros en 1212. Amasaron una gran fortuna, gobernando todo el norte de Armenia. Zakare y sus descendientes gobernaron en el noroeste de Armenia con Ani como su capital, mientras que Ivane y sus descendientes gobernaron el este de Armenia, incluida la ciudad de Dvin.
Los hermanos dejaron varias inscripciones bilingües en las tierras fronterizas armeno-georgianas y construyeron numerosas iglesias y fortalezas, como el monasterio Harichavank y el monasterio de Ajtala en el norte de Armenia. La familia entró en decadencia con el establecimiento del poder mongol en el Cáucaso.
Cuando los corasmios invadieron la región, Dvin fue gobernada por el ya anciano Ivane, quien había concedido Ani a su sobrino Shahnshah, hijo de Zakare. Dvin se perdió, pero Kars y Ani no se rindieron. Sin embargo, cuando los mongoles tomaron Ani en 1236, tuvieron una actitud amistosa hacia los zacáridas. Confirmaron a Shanshe en su feudo, e incluso le añadieron el feudo de Avag, hijo de Ivane. Además, en 1243, entregaron Ajlat a la princesa T’amt’a, hija de Ivane.
Después de que los mongoles capturaran Ani en 1236, los zacáridas gobernaron no como vasallos de los bagrátidas, sino más bien como los mongoles. Los Zacáridas continuaron su control sobre Ani hasta 1360, cuando la perdieron ante las tribus turcomanas Kara Koyunlu, quienes hicieron a Ani su capital.